# Истории ужаса
«Истории ужаса» (англ. Tales of Terror) — готический фильм ужасов режиссёра Роджера Кормана, снятый в 1962 году. Входит в серию кинокартин, снятых по произведениям Эдгара По. Киноантология из трёх историй, в каждой из которых главную роль играет Винсент Прайс.

## Сюжет
Морелла. После многолетнего отсутствия Ленора Лок возвращается в отчий дом. Однако отец вовсе не рад возвращению дочери, так как считает её виновной в смерти его любимой жены Мореллы, матери Леноры (труп Мореллы Лок хранит непогребённым в спальне). Только известие о скорой смерти дочери примиряет Лока с её присутствием в доме. Однако семейная идиллия не состоялась — дух Мореллы вселяется в тело дочери и желает отомстить бывшему мужу, а тот случайно опрокидывает подсвечник, и всё семейство погибает в огне.
Чёрный кот. Старый пьяница Монтрезор Херрингбоун пеняет жене за то, что она даёт ему мало денег на выпивку. Свою злобу Монтрезор срывает на чёрном коте миссис Херрингбоун. В поисках алкоголя пьяница забредает на съезд торговцев вином, где участвует в соревновании по дегустации вина с мистером Фортунато. Здесь выясняется, что Монтрезор определяет вина ничуть не хуже заезжего дегустатора, однако в конце концов сильно напивается. В итоге Фортунато приходится проводить Херрингбоуна до дома, где он знакомится с женой собутыльника. В итоге между ними возникает любовная связь. Когда в следующий раз Фортунато приходит в дом Херринбоунов, тот поит его отравленным вином. В конце концов обманутый муж замуровывает горе-донжуана вместе с женой в подвале. Потом он находит деньги жены и пьянствует на них. Дома Монтрезора мучают кошмары — ему кажется что покойники вырвались из своей могилы, отвинтили ему голову и играют ею как мячиком, а затем к нему приходят полицейские, которые ищут жену. Херрингбоуна выдаёт случайно замурованный в том же подвале кот…
Правда о случившемся с мистером Вальдемаром. Мистер Вальдемар лечится от болей, вызванных опухолью мозга, методом месмеризма, который проводит мистер Кармайкл. Вальдемар умирает и перед смертью благословляет жену выйти замуж за своего лечащего врача, доктора Джеймса. После этого Кармайкл проводит на умирающем последний эксперимент, который должен позволить Вальдемару умереть без мук. Однако результат оказывается неожиданным для окружающих — Вальдемар умирает, но его сознание остаётся, и Кармайкл контролирует его. Гипнотизёр не только не позволяет душе Вальдемара уйти, но даже мало того — он описывает свои посмертные путешествия. Вдобавок, он вынуждает Вальдемара высказать желание, чтобы его жена вышла замуж за Кармайкла. Женщина соглашается на это только при условии, что гипнотизёр отпустит её мужа, однако Кармайкл начинает шантажировать вдову. Тогда она взывает о помощи, и разлагающийся труп мистера Вальдемара приходит ей на помощь.

## В ролях
- Винсент Прайс — Фортунато / Вальдемар / Локе
- Мэгги Пирс — Ленора Локе
- Леона Гейдж — Морелла Локе
- Эдмунд Кобб — извозчик
- Питер Лорре — Монтрезор Херрингбоун
- Джойс Джеймисон — Аннабель Херрингбоун
- Джон Хэкетт — полицейский
- Ленни Уэйнриб — полицейский
- Уолли Кампо — Барман Уилкинс
- Алан Девитт — председатель винного общества
- Бэзил Рэтбоун — Кармайкл
- Дебра Пейджит — Хелен Вальдермар
- Дэвид Фрэнкхэм — доктор Эллиот Джеймс